# Ian Stevenson
Ian Stevenson (ur. 31 października 1918, w Montrealu, w Kanadzie, zm. 8 lutego 2007 w Charlottesville) – kanadyjski profesor psychiatrii, parapsycholog.
Przewodniczący Department of Psychiatry na University of Virginia w USA. Badacz zjawiska zwanego pamięcią poprzedniego życia oraz przeżyć związanych z pograniczem życia i śmierci. Zajmował się też problematyką związaną z przeżyciami emocjonalnymi ludzi, którzy utracili bliską osobę.
Znany z badania przypadków dzieci, które samorzutnie i bez zastosowania hipnozy przypominały sobie fakty z poprzedniego życia, mające być potwierdzeniem istnienia reinkarnacji. Zbadał ponad 3000 przypadków tego rodzaju.

## Publikacje
- 1966: Twenty Cases Suggestive of Reincarnation2 wydanie: 1980). Wydanie polskie: Dwadzieścia przypadków wskazujących na reinkarnację. Przełożył: Marcin Rudziński. Wydawnictwo „Serwis”, 2005. ISBN 83-9231-47-0-0
- 1975: Cases of the Reincarnation Type. Vol. I. Ten Cases in India
- 1978: Cases of the Reincarnation Type. Vol. II: Ten Cases in Sri Lanka
- 1980: Cases of the Reincarnation Type. Vol.III: Twelve Cases in Lebanon and Turkey
- 1983: Cases of the Reincarnation Type. Vol.IV: Twelve Cases in Thailand and Burma
- 1984: Unlearned Language: New Studies in Xenoglossy
- 1997: Reincarnation and Biology: A Contribution to the Etiology of Birthmarks and Birth Defects. (2 tomy)
- 1997: Where Reincarnation and Biology Intersect
- 2001: Children Who Remember Previous Lives. A Quest of Reincarnation
- 2003: European Cases of the Reincarnation Type

## Publikacje o pracy badacza
- Tom Shroder: Old Souls: The Scientific Evidence for Past Lives. 1999
- Jim B. Tucker: Life Before Life: A Scientific Investigation of Children's Memories of Previous Lives 2005. Wydanie polskie: Życie sprzed życia. Przełożyła: Barbara Górecka. Wydawnictwo „Purana”, 2007. ISBN 978-83-60170-09-0